# 17821 Болше
17821 Болше (17821 Bölsche) — астероїд головного поясу, відкритий 31 березня 1998 року.
Тіссеранів параметр щодо Юпітера — 3,566.